# Cylistella
Genre
Cylistella est un genre d'araignées aranéomorphes de la famille des Salticidae.

## Distribution
Les espèces de ce genre se rencontrent en Amérique latine.

## Liste des espèces
Selon World Spider Catalog (version 26, 05/07/2025) :
- Cylistella adjacens (O. Pickard-Cambridge, 1896)
- Cylistella castanea Petrunkevitch, 1925
- Cylistella coccinelloides (O. Pickard-Cambridge, 1869)
- Cylistella cuprea (Simon, 1864)
- Cylistella daphneae Rubio, Baigorria & Stolar, 2025
- Cylistella fulva Chickering, 1946
- Cylistella sanctipauli Soares & Camargo, 1948
- Cylistella scarabaeoides (O. Pickard-Cambridge, 1894)

## Systématique et taxinomie
Ce genre a été décrit par Simon en 1901 dans les Salticidae.

## Publication originale
- Simon, 1901 : Histoire naturelle des araignées. Paris, vol. 2, p. 381-668 (intégral).